# Tell es-Sa'idiyeh
Koordinaten: 32° 19′ 19″ N, 35° 33′ 36″ O

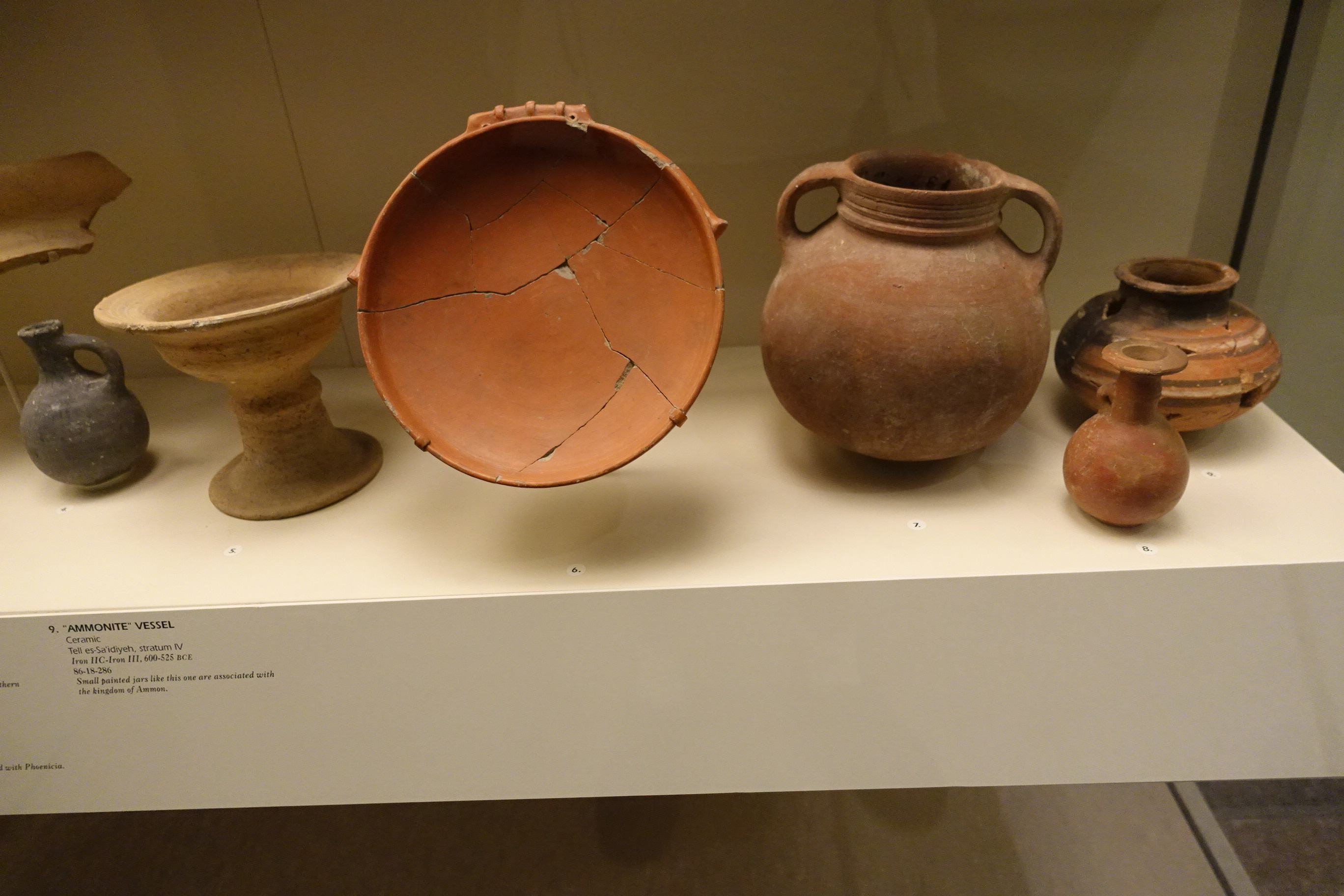
Ammonitische Tongefäße aus Tell es-Sa'idiyeh, 600–525 v. Chr. Penn Museum

Der Tell es-Saʿidiyeh liegt in Jordanien etwa 45 Kilometer südlich vom See Genezareth an der Grenze zu Israel, östlich des Flusses Jordan in der Ebene. Er war von der Frühbronzezeit bis in die Perserzeit besiedelt, mit einer Besiedlungslücke zwischen etwa 700 und 400 v. Chr. Der Friedhof auf dem unteren Tell gehört in die späte Bronzezeit (LBII). Er überlagert Siedlungsschichten der Frühbronzezeit.
Aus der frühen Eisenzeit stammen die Reste einer ehemals überdachten, steinernen Treppe an der Nordseite des Tell, die zu einer Quelle hinabführte. Wie verkohlte Pflanzenreste zeigen, wurden in der Frühbronzezeit Weizen, Gerste, Linsen, Saubohnen, Kichererbsen, Weintrauben, Feigen, Granatäpfel und Oliven verzehrt. Pistazien und Eicheln wurden gesammelt, ebenso wie die Früchte des Syrischen Christusdorns (Ziziphus spina-christi) und des Weißdorns.
Ausgrabungen fanden ab 1964 durch die University of Pennsylvania unter der Leitung von James B. Pritchard statt. Weitere Forschungen wurden von 1985 bis 1996 vom British Museum auf Initiative von Jonathan N. Tubb durchgeführt.